# Hemileuca
Hemileuca este un gen de molii din familia Saturniidae.

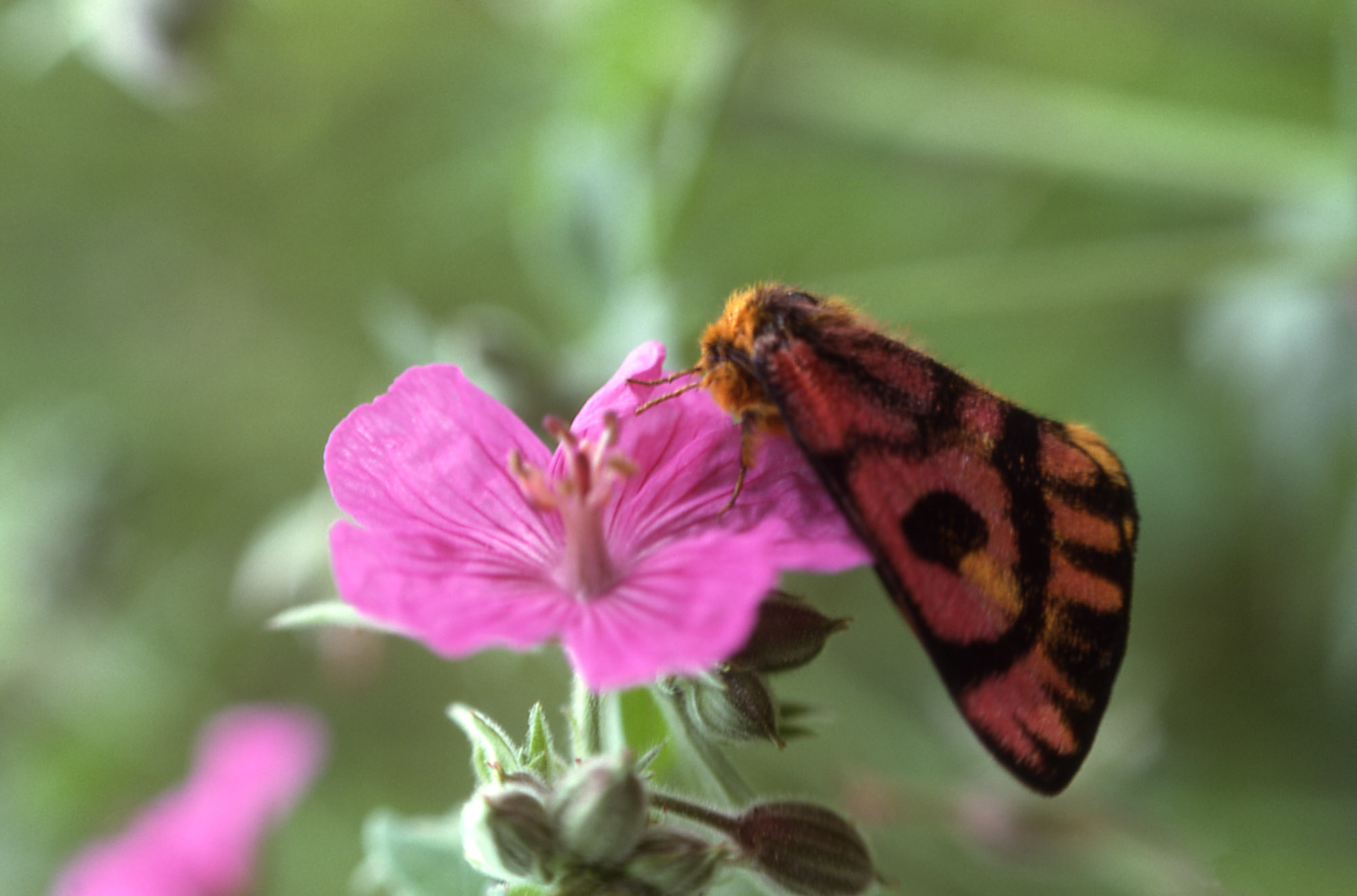
Specie din genul Hemileuca (Hemileuca eglanterina)

## Specii
- Hemileuca annulata Ferguson, 1971
- Hemileuca artemis Packard, 1893
- Hemileuca burnsi J.H. Watson, 1910
- Hemileuca chinatiensis (Tinkham, 1943)
- Hemileuca conwayae Peigler, 1985
- Hemileuca dyari (Draudt, 1930)
- Hemileuca eglanterina (Boisduval, 1852)
- Hemileuca electra Wright, 1884
- Hemileuca griffini Tuskes, 1978
- Hemileuca grotei Grote & Robinson, 1868
- Hemileuca hera (Harris, 1841)
- Hemileuca hualapai (Neumoegen, 1882)
- Hemileuca juno Packard, 1872
- Hemileuca lares (Druce, 1897)
- Hemileuca lex (Druce, 1897)
- Hemileuca lucina H. Edwards, 1887
- Hemileuca magnifica (Rotger, 1948)
- Hemileuca maia (Drury, 1773)
- Hemileuca mania (Druce, 1897)
- Hemileuca marillia Dyar, 1911
- Hemileuca mexicana (Druce, 1887)
- Hemileuca neumoegeni (H. Edwards, 1881)
- Hemileuca nevadensis Stretch, 1872
- Hemileuca numa (Druce, 1887)
- Hemileuca nuttalli (Strecker, 1875)
- Hemileuca oliviae Cockerell, 1898
- Hemileuca peigleri Lemaire, 1981
- Hemileuca peninsularis Lemaire, 1993
- Hemileuca rubridorsa R. Felder & Rogenhofer, 1874
- Hemileuca slosseri Peigler & Stone, 1989
- Hemileuca sororia (H. Edwards, 1881)
- Hemileuca stonei Lemaire, 1993
- Hemileuca tricolor (Packard, 1872)